# 栃木県道138号富田停車場線
栃木県道138号富田停車場線（とちぎけんどう138ごう とみたていしゃじょうせん）は、栃木県足利市を通る一般県道である。

## 路線概要
- 指定：1961年（昭和36年）4月1日
- 距離：0.05km
- 起点：栃木県足利市多田木町（JR富田駅）
- 終点：栃木県足利市多田木町（栃木県道67号桐生岩舟線交点）

## 沿線施設
- JR両毛線 富田駅